# پیک لاین

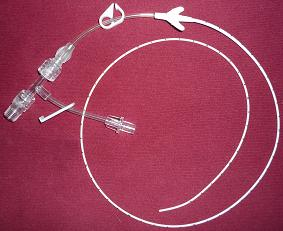
ست کامل پیک لاین

کاتتر مرکزی کاشته از راه پیرامونی که در پزشکی به آن پیک‌لاین (به انگلیسی: PICC line) گویند، یک کاتتر مرکزی است که از راه یک سیاه‌رگ غیر اصلی و بیشتر از راه یک ورید پریفرال درون بدن کاشته یا نصب می‌شود تا در تزریق طولانی‌مدت دارویی همچون شیمی‌درمانی و آنتی‌بیوتیک‌درمانی مورد استفاده قرار گیرد.
از مزایای عمده آن می‌توان به پایین آمدن خطرهای مربوط به کاتتر مرکزی که از راه ژوگولار یا وداج نصب شده و همواره ریسک پنوموتوراکس و عفونت را به‌همراه دارد اشاره نمود.

## کاشت

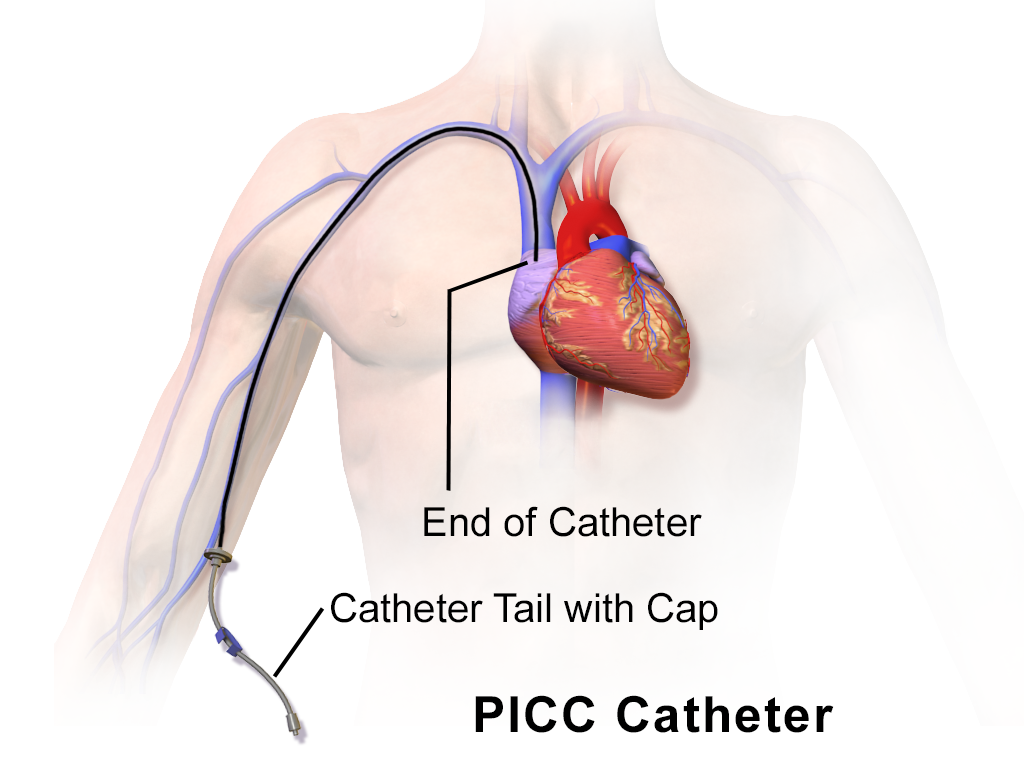
شمایی از یک PICC

پیک‌لاین در یک ورید محیطی در بازو، مانند ورید سفالیک، سیاه‌رگ باسیلیک یا ورید بازویی وارد شده، و پس از آن به سمت قلب هدایت شده در انتها درون ورید اجوف فوقانی قرار می‌گیرد.
پیک‌لاین توسط پزشک، پرستار آموزش دیده یا تکنیسین رادیوگرافی و با استفاده از سونوگرافی نصب می‌گردد.

## کاربرد
پیک لاین می‌تواند برای درازمدت تا دوازده ماه درون بدن ماندگار باشد و از آن برای تزریق شیمی‌درمانی، تغذیه وریدی، آزمایش خون (کاتتر بزرگ‌تر از ۴ فرنچ) و غیره استفاده می‌شود.

## ملاحظات پرستاری
مسئولیت باز نگهداشتن کاتتر پیک و نیز پانسمان بخش خارج از بدن (اگزیت سایت) و نیز نصب پمپ تزریق و غیره بر عهده پرستار است. نکته مهم این‌که برای کنترل فشار خون از بازوی دارای پیک‌لاین استفاده نباید شود.